# Δ軌域

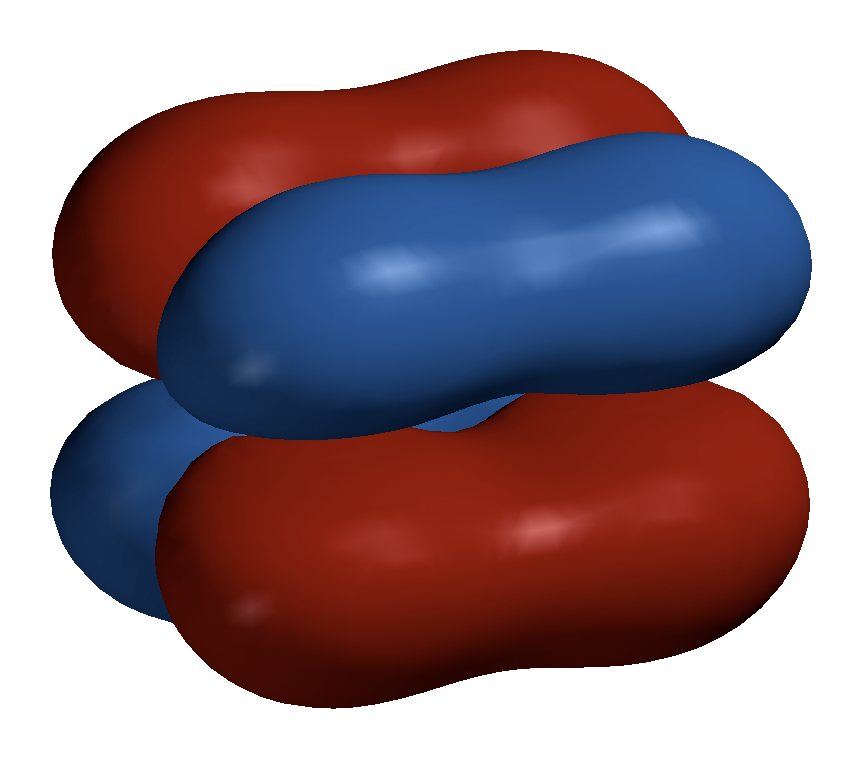
δ軌域的電子出現概率形象圖

在化學與原子物理學中，δ軌域（英語：δ orbital, delta orbital）是一種分子軌域。是形成δ鍵後所產生的分子軌域。δ軌域是一種由d軌域四重交疊而成所形成的新軌域。
δ軌域會出現在已經形成δ鍵的化合物中，而已經形成δ鍵的化合物多半是有機金屬化合物中，尤其是釕、鉬和錸所形成的化合物，因此，這些化合物中皆可以找到δ軌域。
除了δ軌域外，還有一些軌域也是面對面重疊後所形成的分子軌域，例如：φ軌域、γ軌域。

## 結構

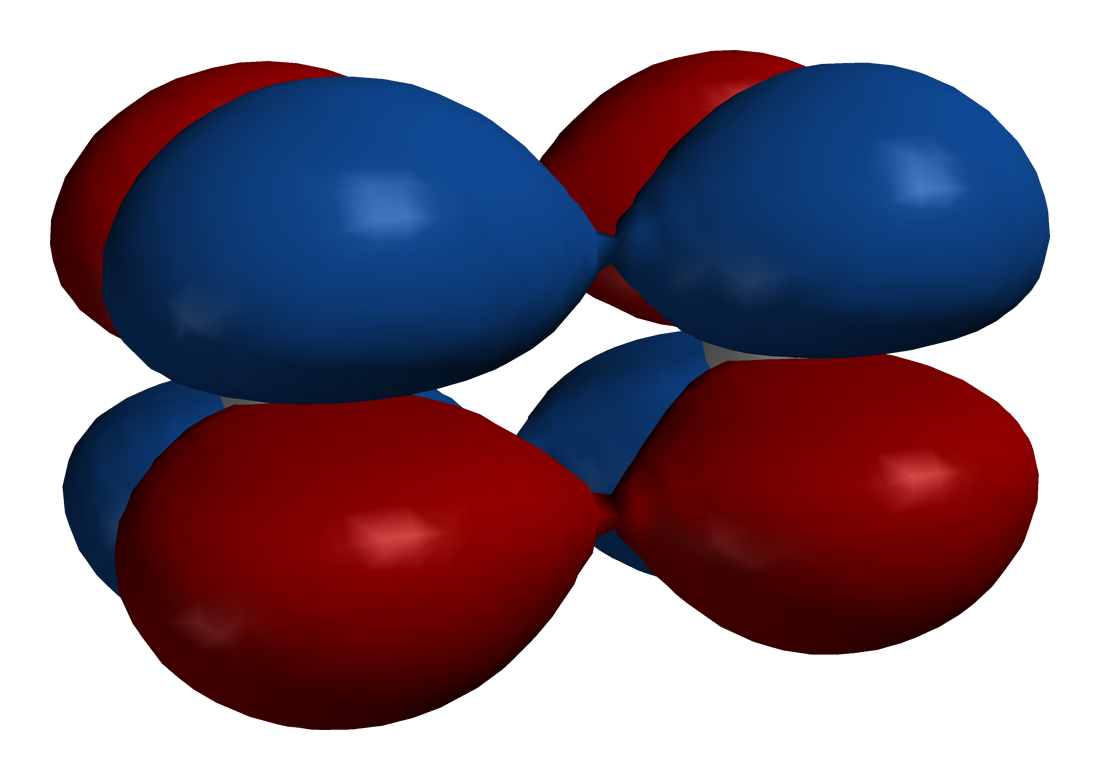
由圖可見，δ軌域的波節出現在兩個原子中間。

δ軌域是一種由軌域面對面重疊後所形成的分子軌域，主要是由d軌域所形成，較常是由兩個原子的dxy軌域或 dx2-y2軌域發生交互作用而形成。由於這些分子軌域涉及低能量d軌域，他們被視為過渡金屬配合物。
δ軌域的電子出現概率在原子附近與d軌域相同，然後離原子較遠的地方開始減少，直到δ鍵正中央時降為0，然後到靠近另外一個原子之處又升高，在另外一個原子支出的電子出現概率形狀也與d軌域相同，中間電子出現概率降為0之處稱為波節面，除了兩原子中間有波節面外，每個葉中也可以有波節。